# ヴェストラン
ヴェストラン（ノルウェー語: Vestlandet）は、ノルウェー南部の大西洋に面する地域であり、ムーレ・オ・ロムスダール県、ソグン・オ・フィヨーラネ県、ホルダラン県、ローガラン県から成る。アグデル、西テレマルク、ハリングダル、ヴァルドレス、グドブランド谷北部を含むこともある。
2014年の人口は約138.5万人。最大都市はベルゲン（27.8万人）で、2番目はスタヴァンゲル（13万人）である。この地域はデンマークやフェロー諸島、アイスランドと歴史的に深い繋がりを持ち、オランダやイギリスの影響も受けている。例えば、アイスランド馬とフョルド馬は近い種類である。また、アイスランド語とノルウェー方言も近い。
この地域から多くの移民がアメリカやカナダ、アイスランド、フェロー諸島、イギリスに渡った。特にアメリカのミネソタ州やノースダコタ州、ウィスコンシン州、モンタナ州、サウスダコタ州に多い。
アイスランド人やフェロー人、ブリテン諸島の多くの人は、ヴァイキング時代に西部地域から移住したノース人やヴァイキングの子孫である。一方で、16世紀～17世紀に貿易のために移住したオランダ人やドイツ人も、西部地域、特にベルゲンに何千人と住んでいる。
西部地域は失業率・公共セクター・生活保護受給者の割合が最低である。
ノルウェーの最も機能的な地域と捉えられている。

## 歴史

### 先史時代
ノルウェーの歴史は西部地域のローガラン県で始まった。
約1万年前、最終氷期が終わった頃の洞窟壁画が残っている。
また、石器時代の道具も発掘された。最古の集落はランダベルグやモルタヴィカの近くで発見された。
人類はデンマークとイングランドの間の北海に有ったドッガーランドから来たと考えられている。ドッガーランドはその後の海水面上昇に伴って消滅し、そこに住んでいた人類の一部が、今より小さかったノルウェー海溝を越え、鹿を追って新天地に到達した。

### ヴァイキング時代

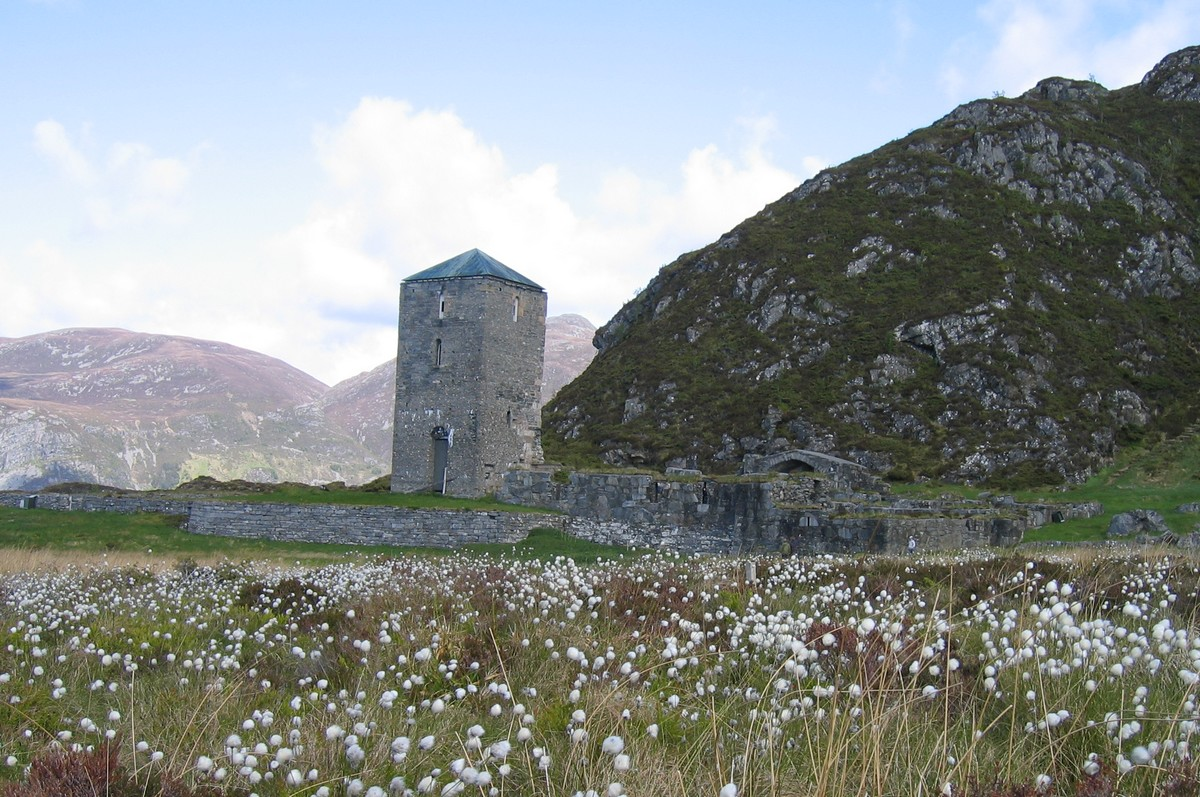
セルジェ・アッベイは、ソグン・オ・フィヨーラネ県のセルジェに有るベネディクト会が建てた修道院である。

793年、ヴァイキングがイングランドのノーサンバーランドのリンディスファーン島を襲撃したのが、最古のヴァイキングの記録である。
900年頃、多くのグラティングが設置された。
グラティング法によってノルウェーは西欧と認められた。
1000年以前、鉄が導入され農業に用いられた結果、農地が足りなくなった。
同時代、王の権力が増し、多くの住民が重い税から逃れ新天地を目指した。
効率的な船と兵器によって、ヴァイキングはヨーロッパを恐れさせた。
ヴァイキングはヨーロッパだけでなく、東ローマ帝国やバグダッドのイスラム帝国とも貿易を行った。
1066年、イングランドで起きたスタンフォード・ブリッジの戦いでヴァイキング時代は終わった。ヴァイキングの耐航性と放浪癖の結果、新しい地域が開発された。
ノルウェー人はアイスランドやフェロー諸島、グリーンランド、シェトランド諸島、オークニー諸島、マン島、ヘブリディーズ諸島に入植した。
アイルランド南東部でダブリンやウォーターフォード、ウェックスフォードが設置された。イングランド北西部のカンブリアにも入植した。ヴィンランド（現在のアメリカ）をコロンブスより何百年も前に、ノルウェー人ヴァイキングは発見していた。

### キリスト教化

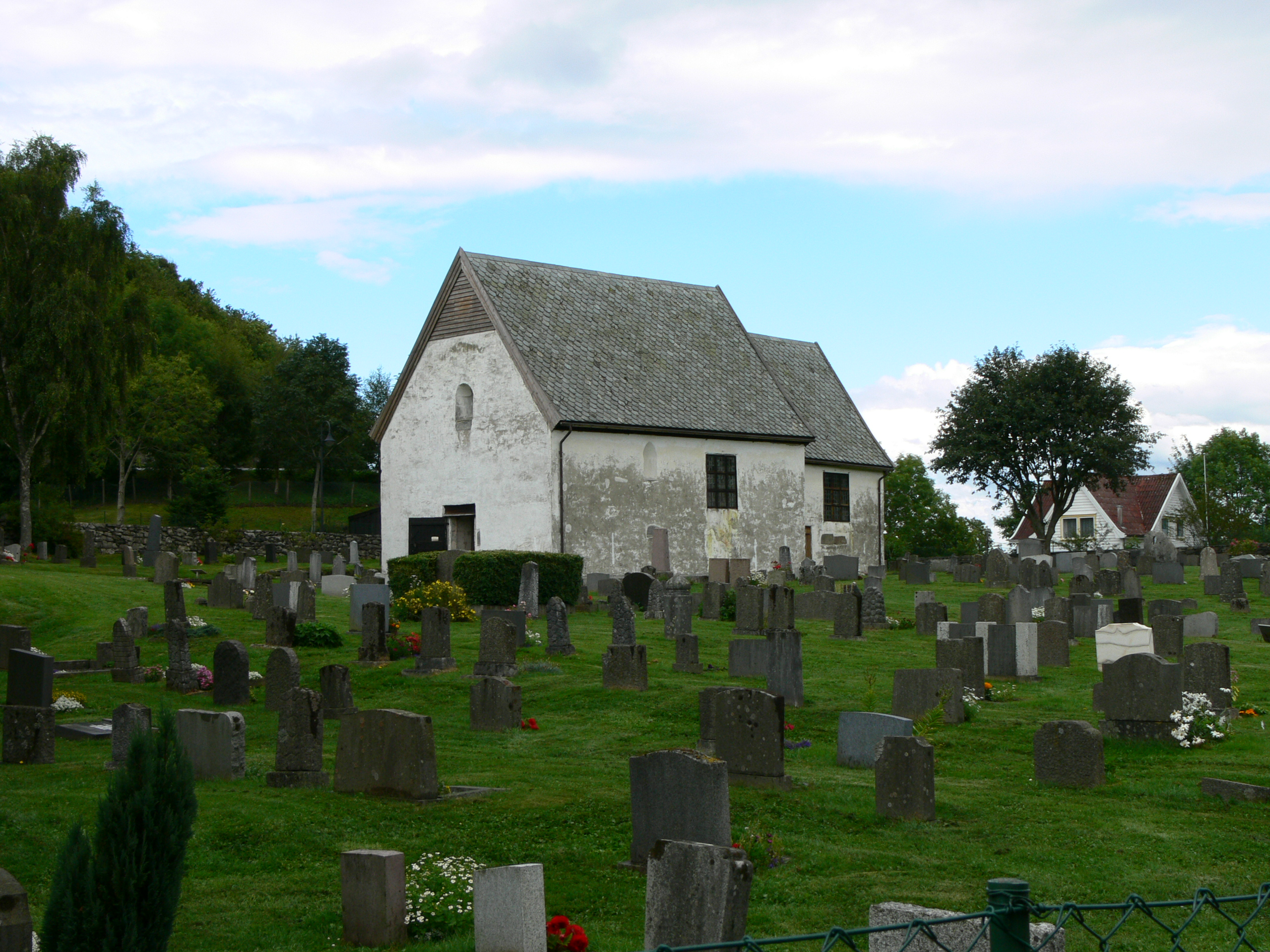
995年に建てられたモステルのガムレ教会。ノルウェー最古の教会の1つ。オーラヴ1世が建てたと世界の環に記録されている。

11世紀、キリスト教（カトリック）はノルウェーで支配的な位置を得た。
東部地域にはドイツやフリースラント州（オランダ）からキリスト教が伝わったが、西部地域にはイングランドやスコットランド、アイルランド人、改宗したヴァイキングから伝わった。
13世紀、キリスト教が西部地域を制覇した事で、ノース教は滅びた。
沿岸部から内陸部に向けて布教は進んだ。

### アイスランドへの移住
→詳細は「アイスランドの歴史」も参照

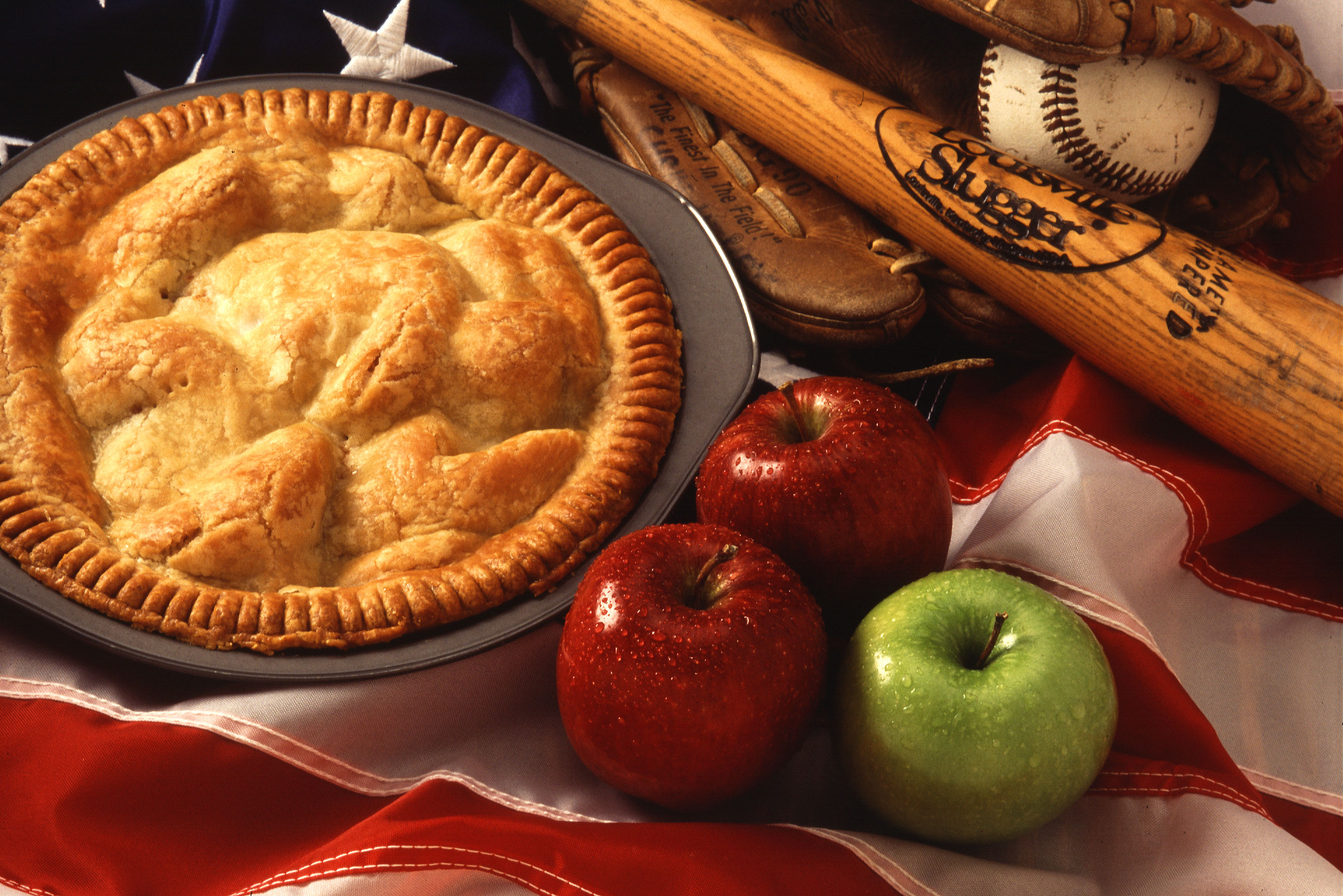
代表的なノルウェー系アメリカ人には、マリリン・モンロー、ウォルター・モンデール、ミシェル・バックマンがいる。

12世紀に書かれたLandnámabá（入植の書）に、最初の入植者が詳しく書かれている。
西部地域の船乗りが偶然この島を発見し、その後インゴールヴル・アルナルソンが最初に入植したと言われている。
彼は874年に家族と共にアイスランドに到着し、独立した。
彼は現在の首都のレイキャビクに農場を建てた。
続く60年間で、スカンジナビアのヴァイキングや、ブリテン諸島のノース人が入植した。
その為初期の住民はケルト文化を持っていた。
彼らは考古学的証拠をあまり残さなかったが、アイスランド語の中に多くの故郷の言葉を残していった。
現在のアイスランド人の60%は、西部地域出身者の子孫であると推定されている。

### アメリカへの移住
→詳細は「ノルウェー系アメリカ人」も参照

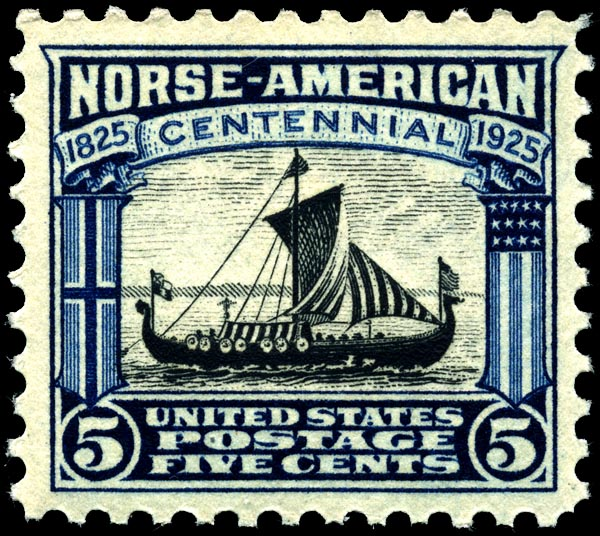
ノルウェーからの移民百周年を記念した、ヴァイキング船を描いたアメリカの切手

80万人以上のノルウェー人がアメリカに移住した。
1825年7月4日、最初の移民団がスタヴァンゲルを出港した。
1837年、ホルダラン県の移民を乗せたÆgir号が、ベルゲンから初めて出港した。
1924年までにホルダラン県とソグン・オ・フィヨーラネ県から出港した9.6万人の名簿が残っている。
Jahn Sjursenが記録作成に大きく貢献した。
1997年、彼は収集物を公式に開館したばかりの移民センターに寄付した。
ベルゲン大学とベルゲン公文書館のHPでその記録が見られる。
センターの移民教会は、19世紀にノルウェーからの移民が建てたサージェント郡 (ノースダコタ州)のブランプトン・ルーテル教会である。
1908年7月1日、ブランプトン会が結成された。
1996年6月22日、ブランプトン会はブランプトン・ルーテル教会を移民センターに寄付した。
教会は解体され、スレッタでラドイからの有志が組み立てた。
1997年7月6日、ビョルグヴィン大司教区のOle Danholt Hagesæther司教が責任者となった。

## 地理
面積は5万8512km2で、ノルウェーの地域で3番目に大きい。北海を挟んでイギリスとフェロー諸島が西側、デンマークが南側に位置する。フェロー諸島から675km、シェトランド諸島のウンストから300km離れている。2万6592kmの海岸線を持つ。
南部はイェーレンと呼ばれ、ノルウェーの主要農業地域である。イェーレン以外のヴェストランの農地は小さい。ヴェストラン全体の農地は2650km2で、面積の5.3%を占める。
ヴェストランには高い山が多く、標高2000mを超えるソグネ・フィヨルドから10kmも離れていない。最高地点は標高2405mのストレンであり、ルステル市とアルダル市の間に有る。1876年7月21日にウィリアム・セシル・スリングスバイが初登頂した。
ヴェストランにはフィヨルドが多く、ハルダンゲル・フィヨルド、ボクナ・フィヨルド、ソグネ・フィヨルドがある。ソグネ・フィヨルドは全長205kmでノルウェー最長である。世界でもグリーンランドのスコレスビー・サウンドに次いで長い。最奥にはソグン・オ・フィヨーラネ県のスキョルデン村がある。ハルダンゲル・フィヨルドは内陸に70km切り込んでいる。
フィヨルドと壮大な山脈によって、ヴェストランは人気の観光地になった。
最南部のイェーレン平野を除いて、山岳地域で、ヨトゥンヘイメン山脈とハルダンゲル平野が最高地点である。
ヨーロッパ最大のヨステダール氷河は中北部に位置する。南部には小規模だが、ハルダンゲル氷帽やフォルゲフォンナ氷河がある。多くの滝がフィヨルドに流れ込む。7姉妹滝やトカ峡谷、ヴォリングス滝が特に美しいと知られている。ギザギザの海岸線と何千もの島々が広がっている。
ムーレ・オ・ロムスダール県北部はトロンデラグに含まれることがある。

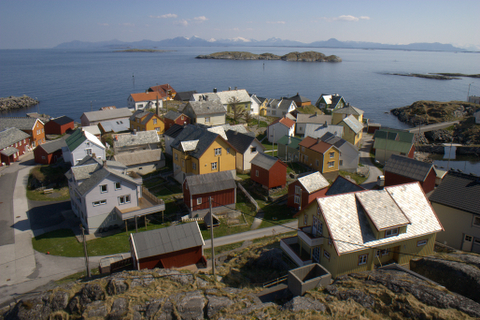
ムーレ・オ・ロムスダール県のロムスダール（英語版）地区のサンドイ（英語版）市のオナ（英語版）島。
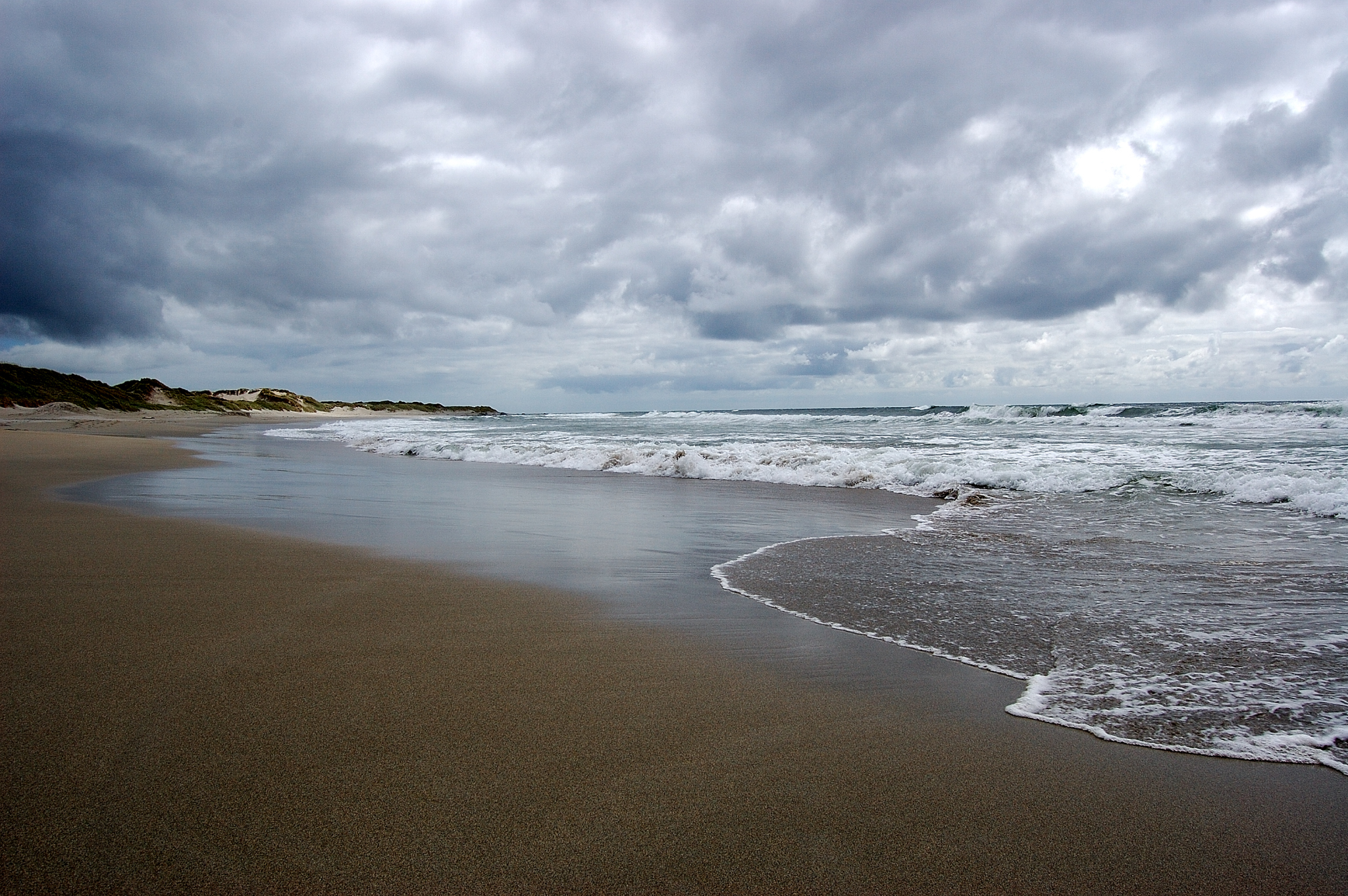
ローガラン県のイェーレン（英語版）地区の砂浜。
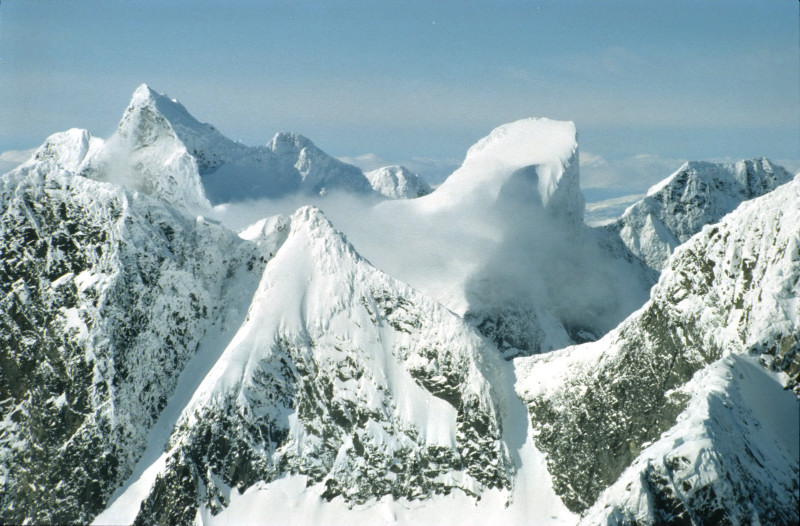
フルンゲーン山脈（英語版）
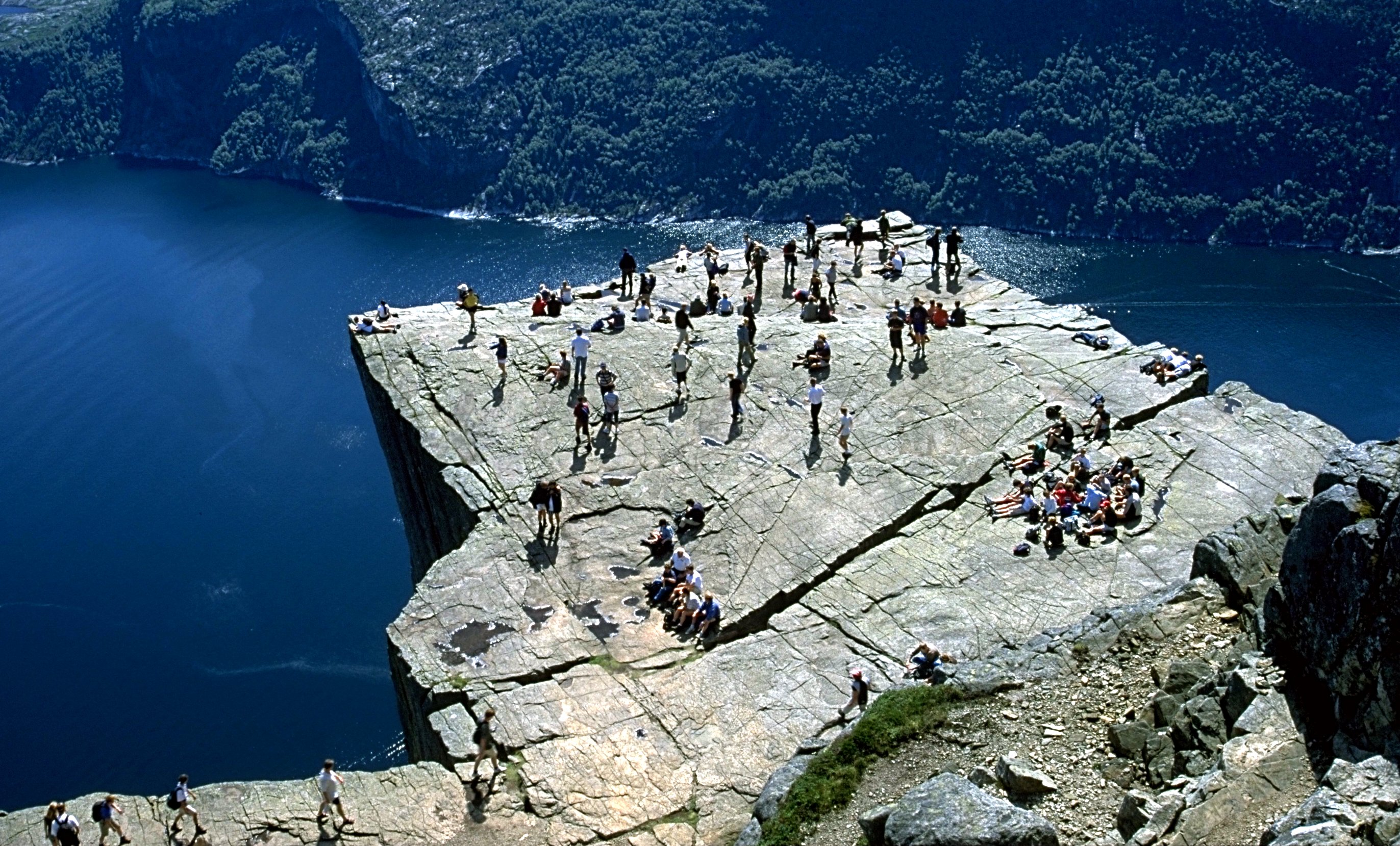
ローガラン県のフォルサンド（英語版）市のプレーケストーレン。標高604mの一枚岩。

## 言語

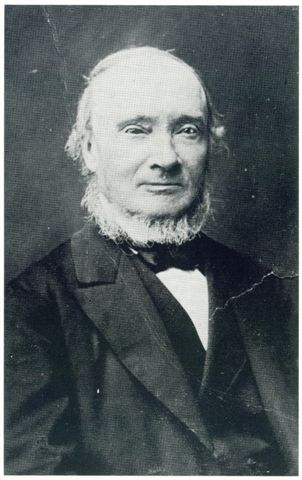
ニーノシュク(書き言葉)の父、イーヴァル・オーセンは南モレのオルスタ出身。

ノルウェーのニーノシュク使用者の87%が西部地域に住んでいる。
しかし、住民の56%は都市で優勢なブークモールを用いる。
大都市の無いソグン・オ・フィヨーラネ県では97%がニーノシュクを用いる。
ムーレ・オ・ロムスダール県では54%、ホルダラン県では42%、ローガラン県では26%がニーノシュクを用いる。
多くの点で、ニーノシュクはブークモールよりアイスランド語に近い。
- ブークモール: Jeg kommer fra Norge. Jeg snakker norsk.
- ニーノシュク: Eg kjem frå Noreg. Eg talar norsk.
- オランダ語: Jeg kommer fra Norge. Jeg taler norsk.
- フェロー語: Eg komi frá Noreg. Eg tosi norskt.
- アイスランド語: Ég kem frá Noregi. Ég tala norsku.
- 英語: I come from Norway. I speak Norwegian.
- 日本語：私はノルウェー出身です。私はノルウェー語を話します。

## 宗教

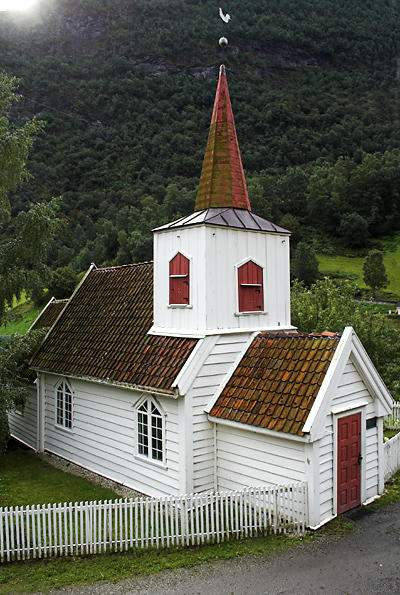
ウンドレダル・スタヴェ教会

- キリスト教：110万6180人
- ノルウェー国教会：105万559人
- その他の教会：5万5621人
- イスラム教：1万1655人
- 仏教：2452人
- バハイ教：1557人
- ユダヤ教・シク教：少数

他の地域よりも信仰が深い。

## 交通

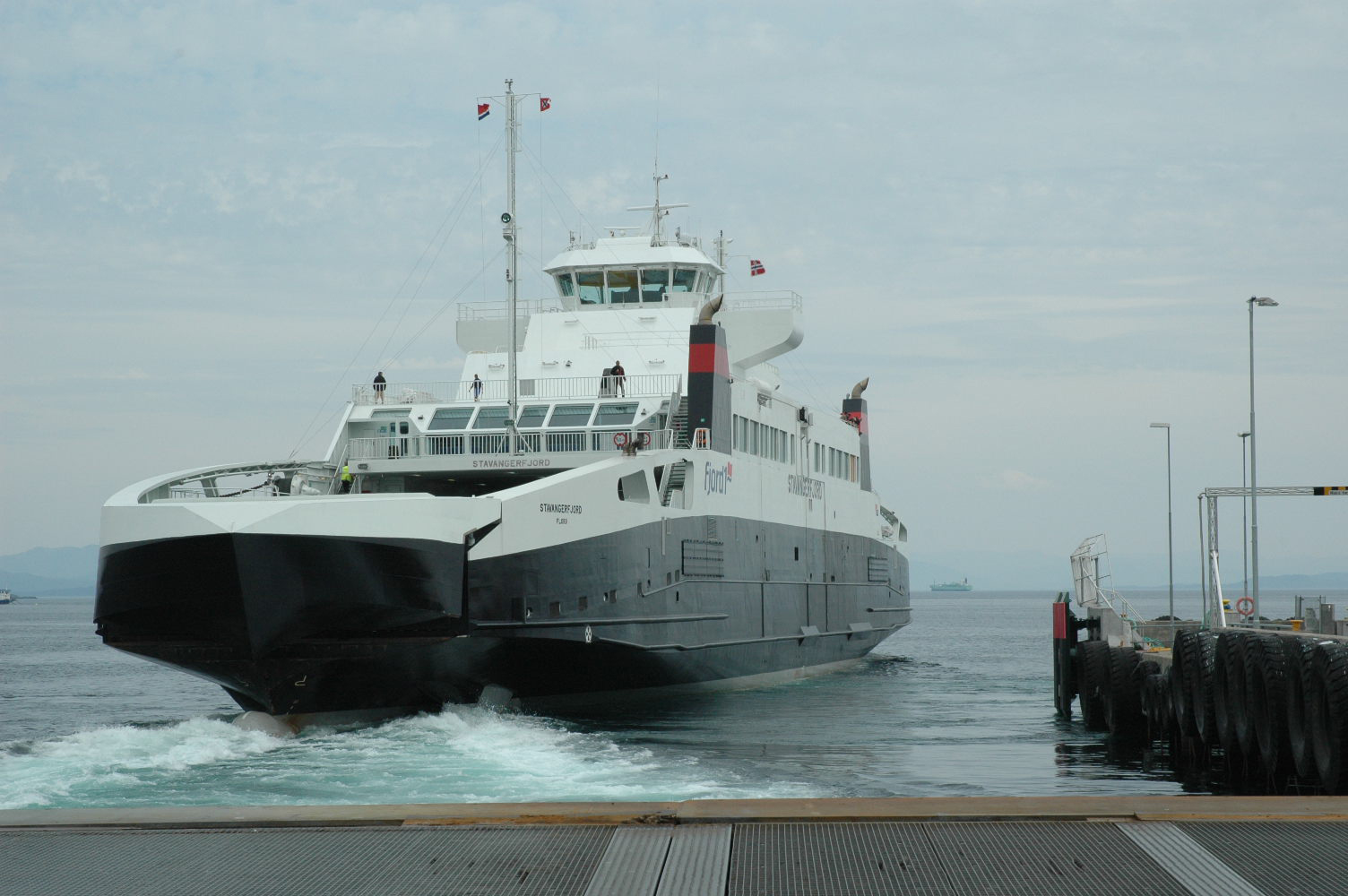
沿岸部ではカーフェリーが活躍する。

### 航空
西部地域には26の空港がある。15の空港が国営で、残りの11の空港が公団のアビノールが運営している。その内2つの空港は、年間利用者数が100万人を超える。
2007年には4108万9675人がノルウェーの空港を利用したが、その内1339万7458人が国際便である。
1960年代に地方路線が始まった。
主に大都市まで遠いソグン・オ・フィヨーラネ県で用いられる。

### 鉄道
主要路線は
- ベルゲン⇔ヴォス⇔オスロ
- スタヴァンゲル⇔クリスチャンサン⇔オスロ
- オンダルスネス⇔オスロ

ベルゲンではケーブルカーとLRTが運行している。
LRTを北イェーレンまで伸ばす計画もある。

### 道路
欧州自動車道路のE39号線が西部地域を南北に貫く（トロンハイム⇔オールボー）。
E16号線はベルゲンとオスロを結び、途中のラルダールトンネルは世界最長 (24.5km) である
。
国道・県道はノルウェー公営道路局が管理する。

### 水運

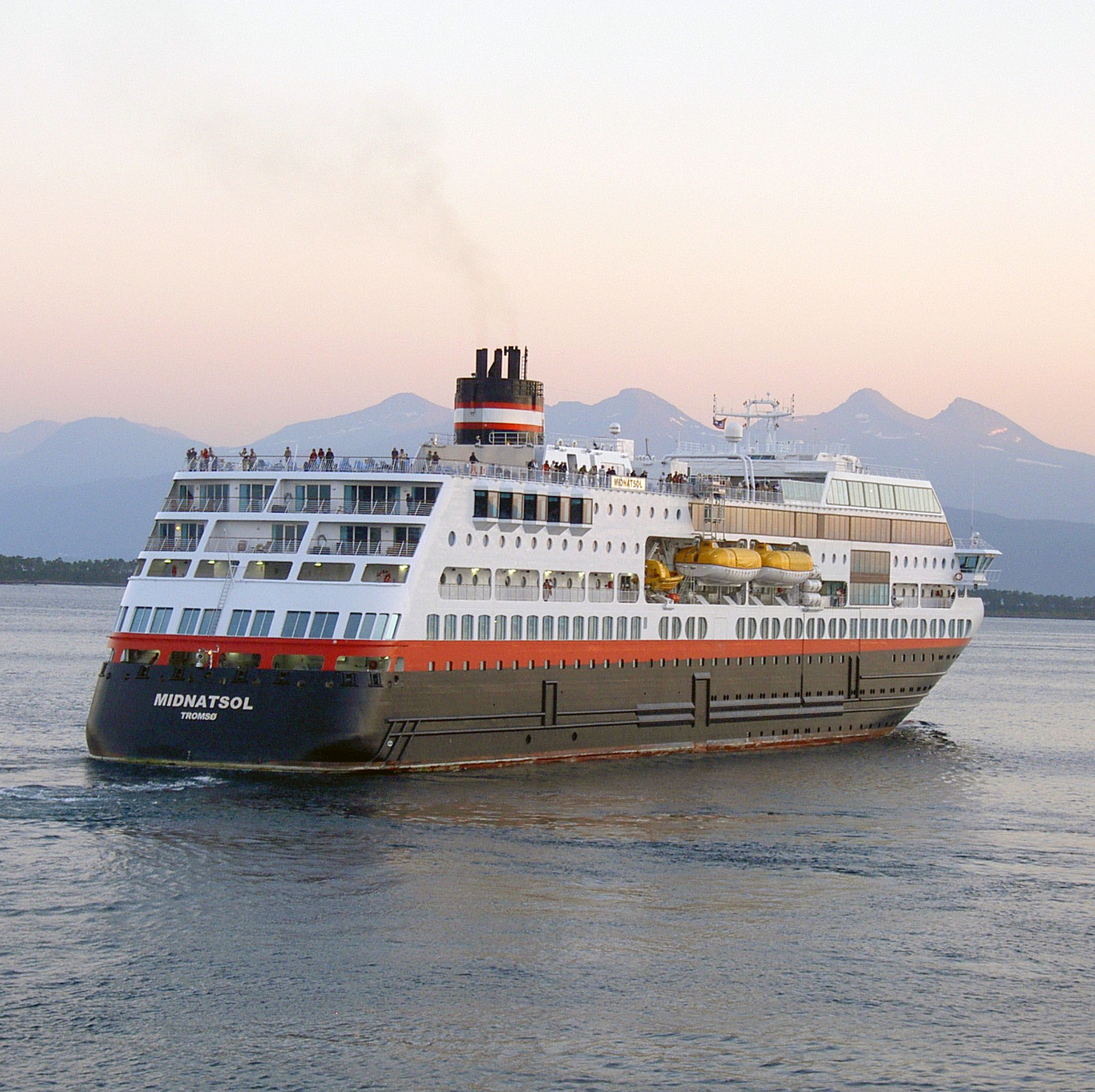
MS Midnatsol号、フルティグルテン社の水上特急

フィヨルドや島では、自動車よりも高速船・水上バスがよく用いられる。
2007年には、ノルウェー全体で800万人の乗客が合計2.73億kmを船で移動した。
フルティグルテンはベルゲン⇔キルケネスを大型船で結び、途中35ヶ所の港に寄る。
国際線はベルゲンやスタヴァンゲルからイギリスやデンマークに向かう。

## エネルギー
ノルウェーの大陸棚で生産される石油や天然ガスは、パイプラインを通して本土やヨーロッパ諸国に送られる。
総延長は9,481kmである。
国営のガスコ社が全てのパイプラインを制御している。
2006年には、ヨーロッパの消費量の15%に当たる880億m3が輸送された。

## 自治体
西部地域には22の市・町がある。
人口が1万人以上であるのは次の11市。
1. ベルゲン：27.8万人
2. スタヴァンゲル：13万人
3. サンドネス：7.5万人
4. オーレスン：4.5万人
5. ハウゲスン：3.7万人
6. モルデ：2.6万人
7. クリスチャンスン：2.4万人
8. ストルド：1.8万人
9. エーゲルスン：1.3万人
10. フェールデ：1.3万人
11. ブリン：1.2万人

## 歴史的地域区分

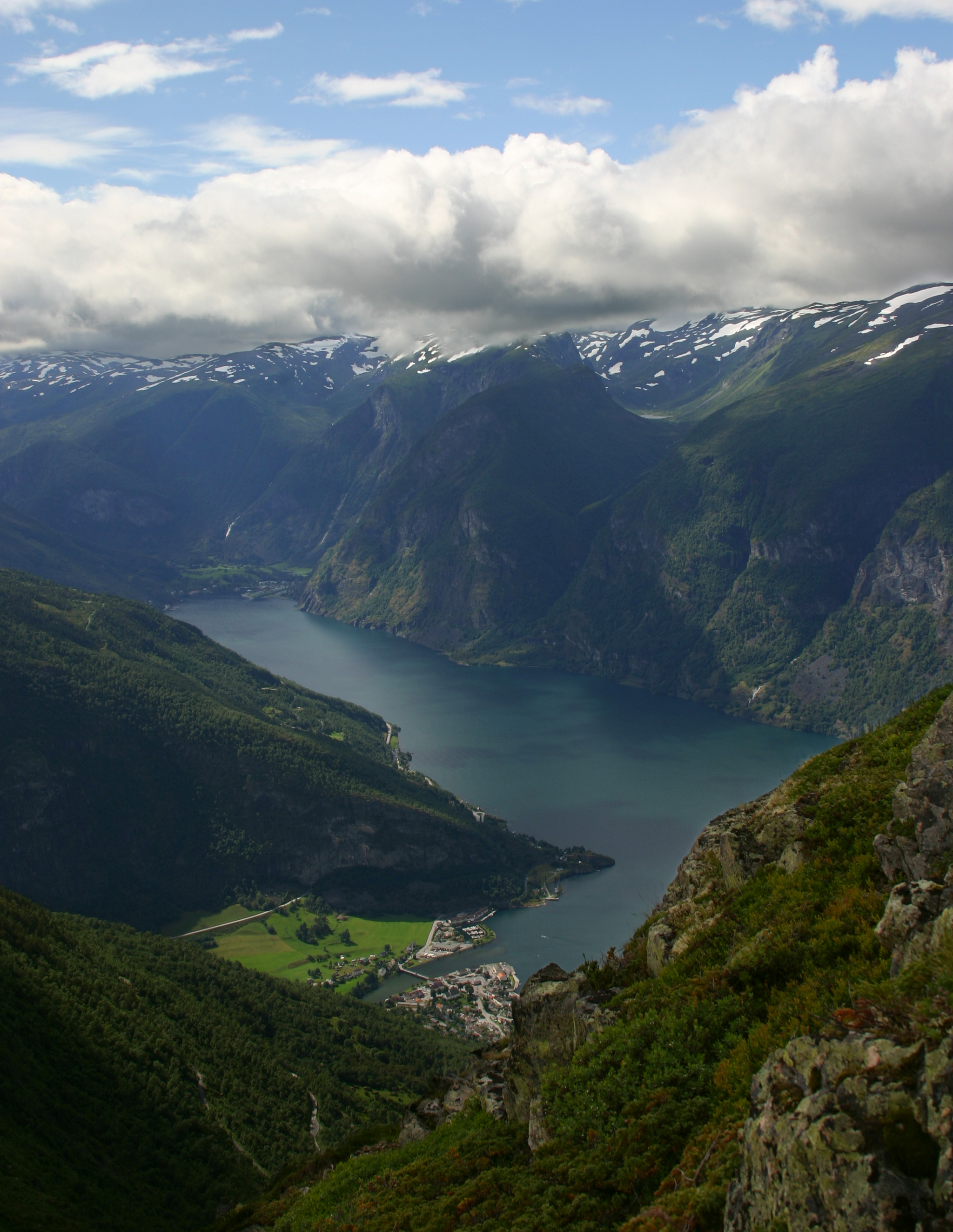
アウルランズヴァンゲンとフロムの風景

歴史的地域区分は現在の行政区画とはあまり重ならない。
北から南に並べると次のようになる。
- 北モレ（英語版） (伝統的に西部地域とは見做されない)
- ロムスダール（英語版） (伝統的に西部地域と中部地域の境界である)
- 南モレ（英語版）
- 北フィヨルド（英語版）
- 南フィヨルド（英語版）
- ソグン（英語版）
- ヴォス
- 北ホルダラン（英語版）
- 中ホルダラン（英語版）
- 南ホルダラン（英語版）
- ハルダンゲル（英語版）
- ハウガラン（英語版）
- ルフルケ（英語版）
- イェーレン（英語版）
- ダラネ（英語版）

## 県
| 紋章  | 県                         | 県都           | 最大都市       | 人口(2010年) | 面積(km2)  | 人口密度  | 市長                   | 政党             | 県知事        | 公用語       |
| ----- | -------------------------- | -------------- | -------------- | ------------ | ---------- | --------- | ---------------------- | ---------------- | ------------- | ------------ |
|       | ホルダラン県               | ベルゲン       | ベルゲン       | 602,100      | 15,440     | 31,13     | Torill Selsvold Nyborg | キリスト民主党   | Lars Sponheim | ニーノシュク |
|       | ローガラン県               | スタヴァンゲル | スタヴァンゲル | 575,500      | 9,377      | 46,07     | Tom Tvedt              | ノルウェー労働党 | Harald Thune  | ブークモール |
|       | ムーレ・オ・ロムスダール県 | モルデ         | オーレスン     | 302,400      | 15,121     | 16,71     | Olav Bratland          | ノルウェー保守党 | Ottar Befring | ニーノシュク |
|       | ソグン・オ・フィヨーラネ県 | ライカンゲル   | フォルデ       | 124,100      | 18,622     | 5,77      | Nils R. Sandal         | 中央党           | Oddvar Flæte  | ニーノシュク |
| Total |                            |                |                | 1,603,900    | 58,560 km2 | 21,73/km2 |                        |                  |               |              |

## 著名人
- レイフ・エリクソン(Leifur Eiríksson)：赤毛のエイリークの息子、ヴァイキング。970年～1020年
- ルズヴィ・ホルベア(Ludvig Holberg)：作家、エッセイスト、哲学者、歴史家、劇作家。1684年～1754年
- オーレ・ブル(Ole Borneman Bull)：ヴァイオリン奏者・作曲家。1810年～1880年
- イーヴァル・オーセン(Ivar Aasen)：言語学者。ニーノシュクを創った。1813年～1896年
- ビョルンスティエルネ・ビョルンソン(Bjørnstjerne Bjørnson)：ノーベル文学賞受賞。1832年～1910年
- アルマウェル・ハンセン(Gerhard Henrick Armauer Hansen)：癩菌を発見した医者。ハンセン病の由来。1841年～1912年
- エドヴァルド・グリーグ(Edvard Hagerup Grieg)：作曲家。1843年～1907年
- アレクサンダー・ヒェラン(Alexander Lange Kielland)：作家。1849年～1906年
- ジョー・ネスボ(Jo Nesbø)：小説家。1960年～
- シセル(Sissel Kyrkjebø)：歌手。1969年～
- トーレ・アンドレ・フロー(Tore André Flo)：ノルウェー代表のサッカー選手。1973年～
- オーレ・グンナー・スールシャール(Ole Gunnar Solskjær)：サッカー選手。1973年～
- ヴァルグ・ヴィーケネス(Varg Vikernes)：音楽家、作家、殺人犯、元受刑者。1973年～
- カーリ・トロー(Kari Traa)：ソルトレーク五輪(2002年)女子モーグル金メダル。1974年～
- ラーシュ・ビステル(Lars Bystøl)：スキージャンプ選手。トリノオリンピック(2006年)ノーマルヒル個人金メダル。1978年～
- クルト・ニルセン(Kurt Erik Nilsen)：歌手。1978年～
- アイリク・バッケ(Eirik Bakke)：ノルウェー代表のサッカー選手。1979年～
- ヨン・アルネ・リーセ(John Arne Semundseth Riise)：サッカー選手。1980年～
- セシリア・ブレークフス(Cecilia Braekhus)：プロボクサー・キックボクサー。1981年～
- アレクサンドル・ダーレ・オーエン(Alexander Dale Oen)：水泳選手。1985年～2010年

## ギャラリー

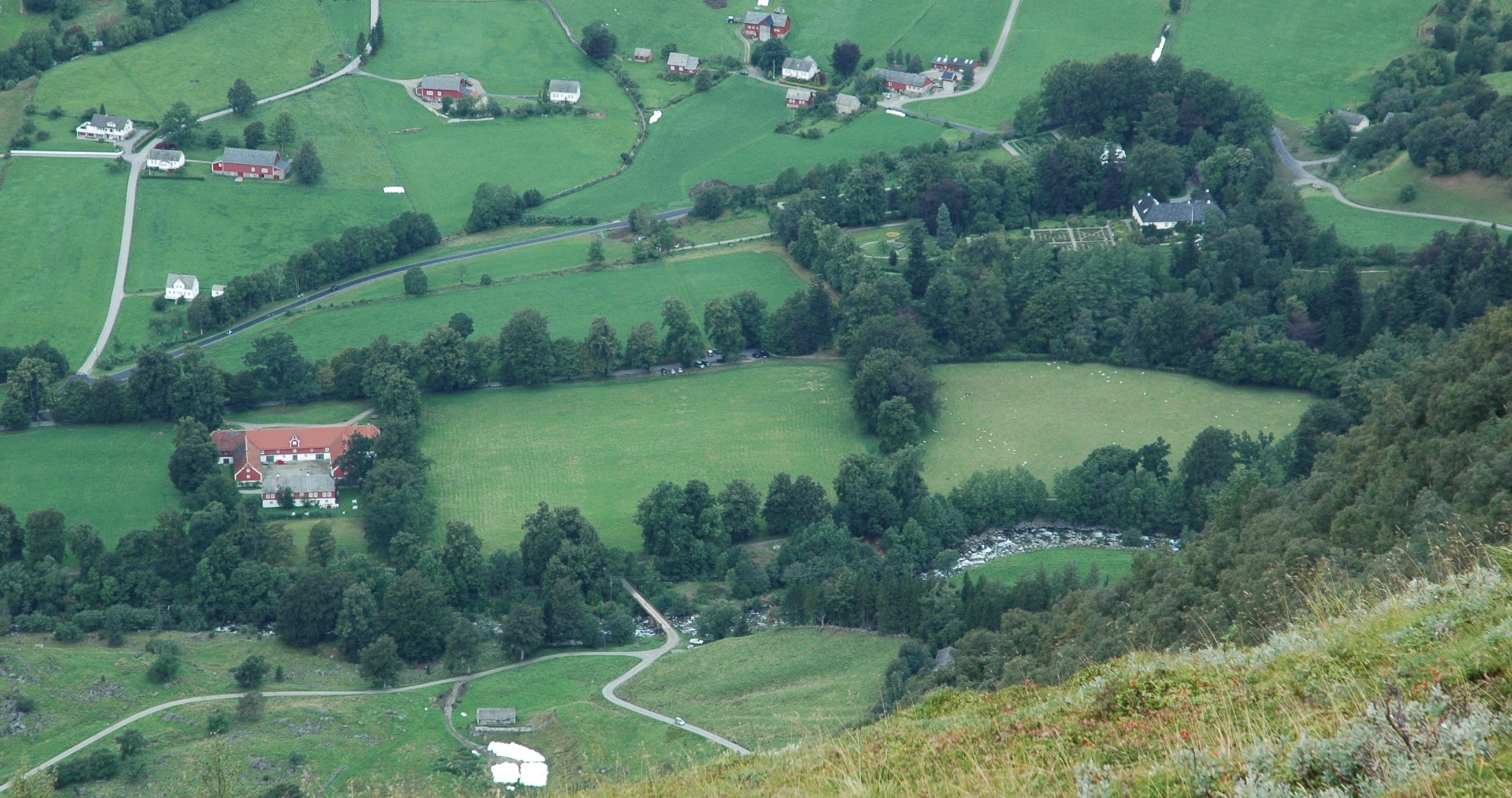
マルマンゲルヌテン山から望むバロニー・ロセンダル（英語版）。「スカンジナビア最小の城」とも呼ばれる。
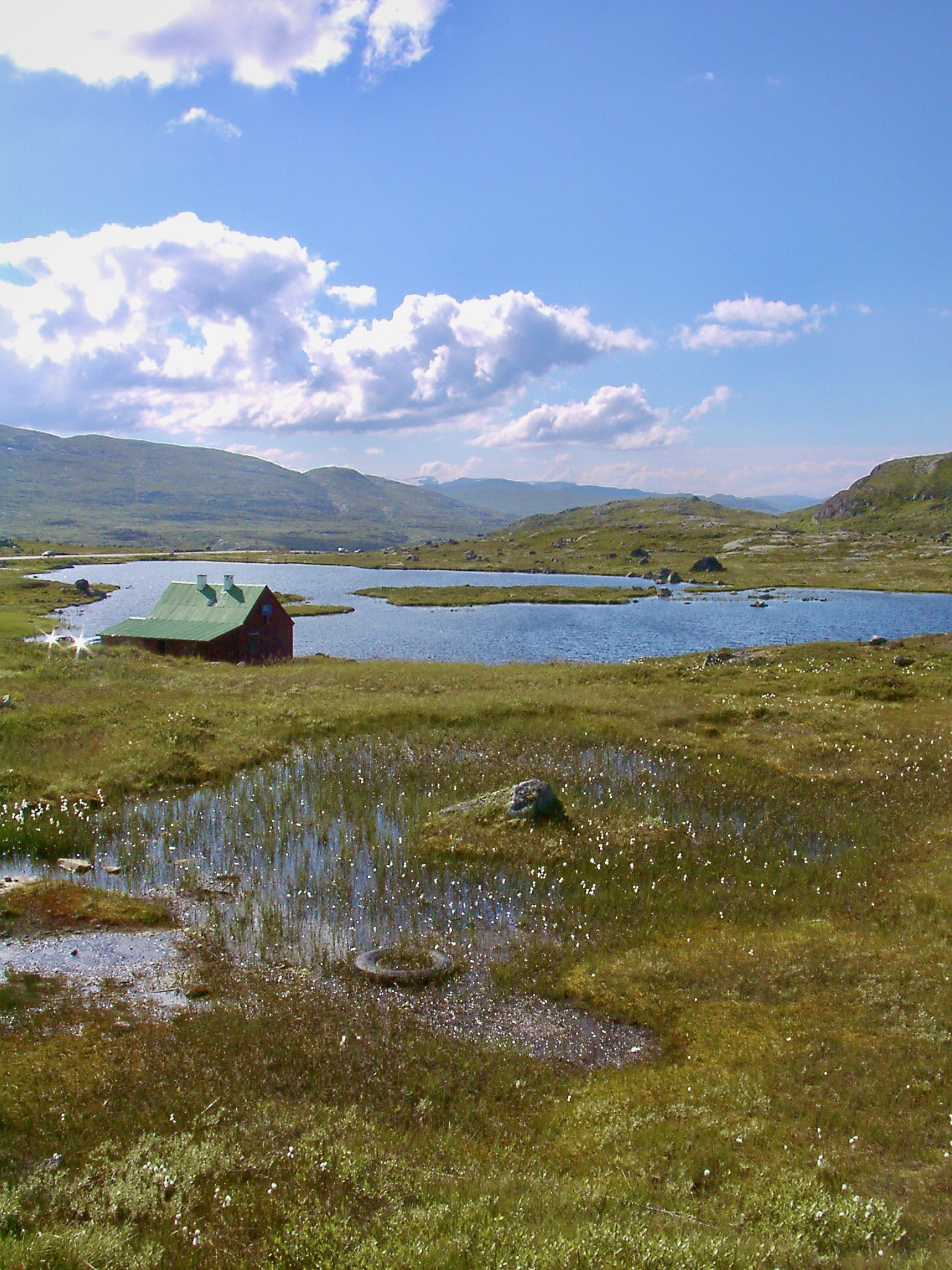
ハルダンゲルヴィッダ国立公園（英語版）
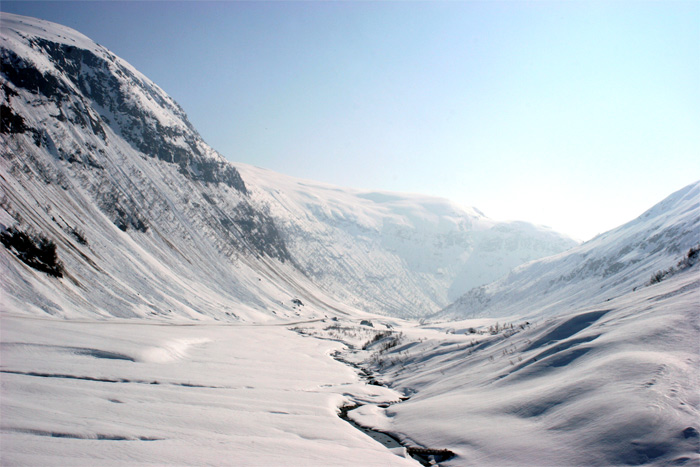
内陸の谷は冬には雪に覆われる。
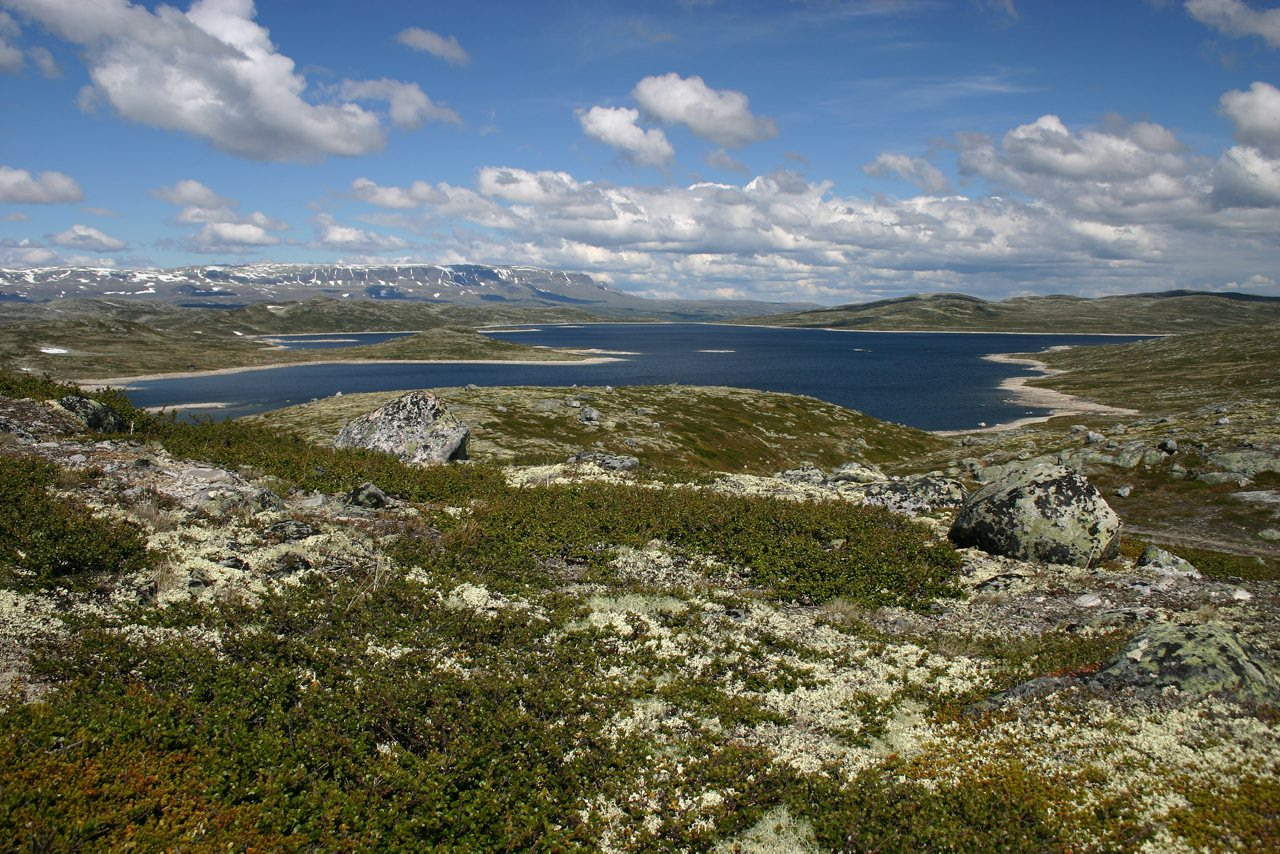
ハルダンゲルヴィッダの風景
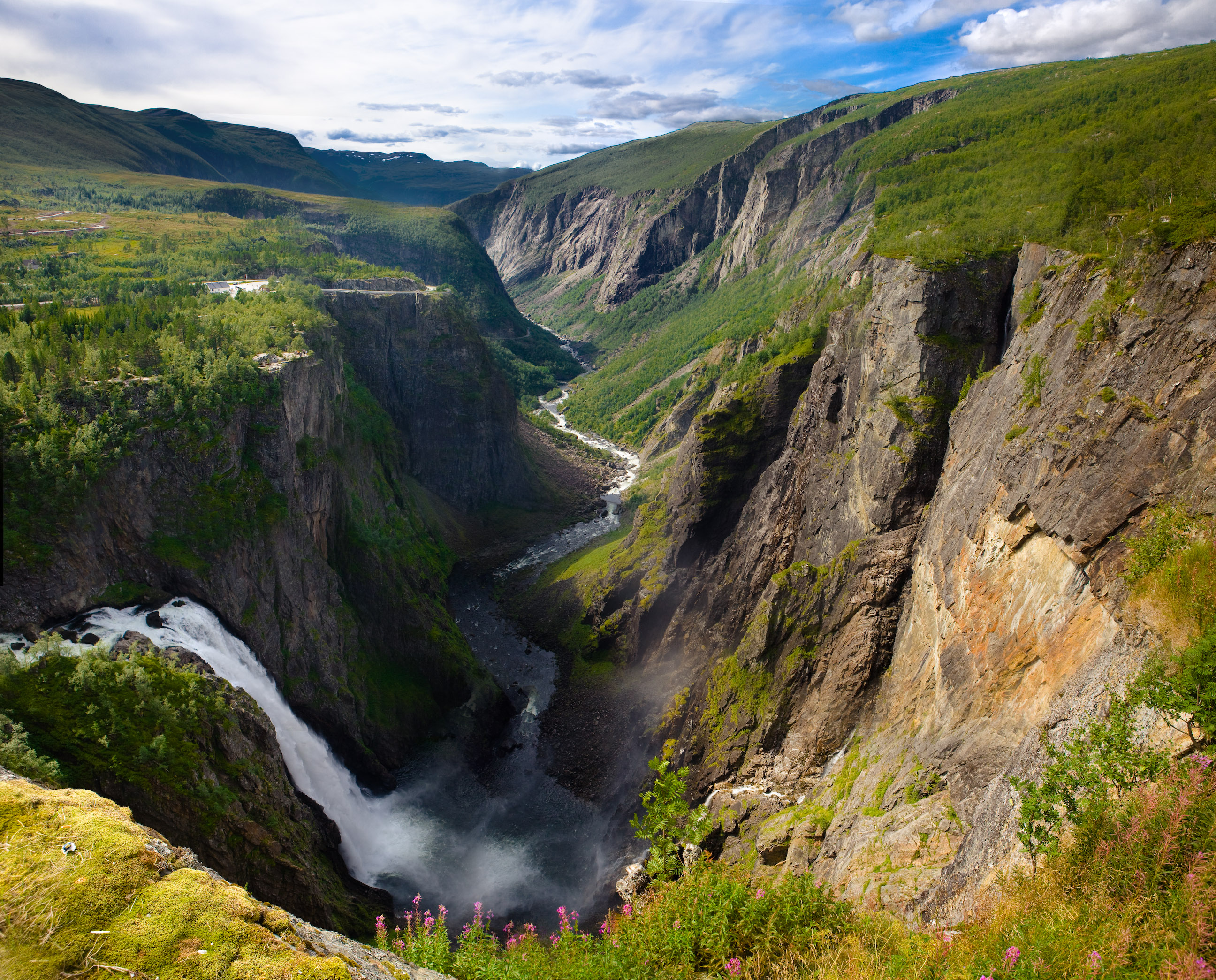
エイド・フィヨルド（英語版）のヴォリングス（英語版）滝
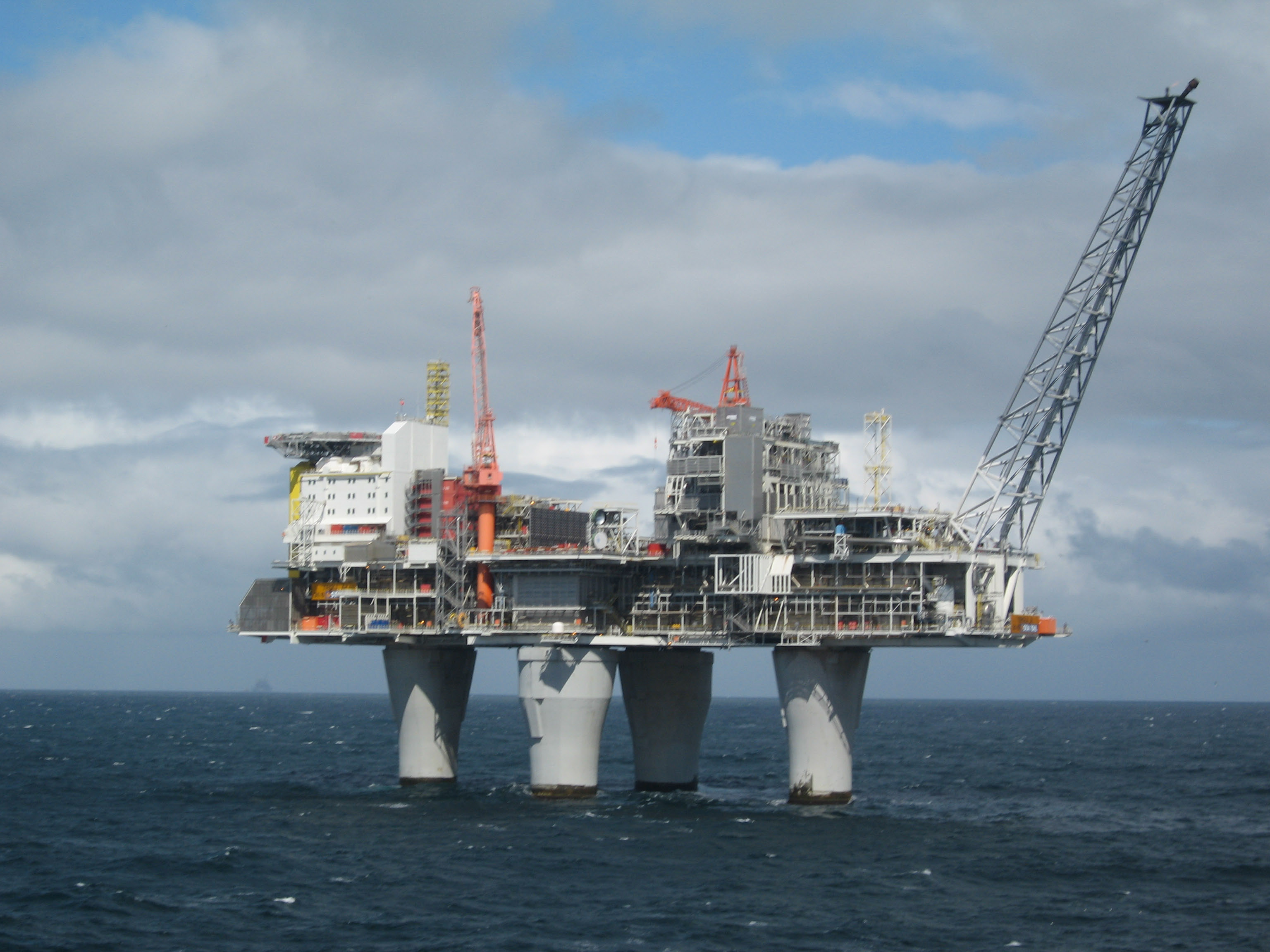
北海のノルウェーの領域のトロール・ガス田（英語版）。ベルゲンの北西100km、フェドジェ（英語版）の西50kmに位置する。
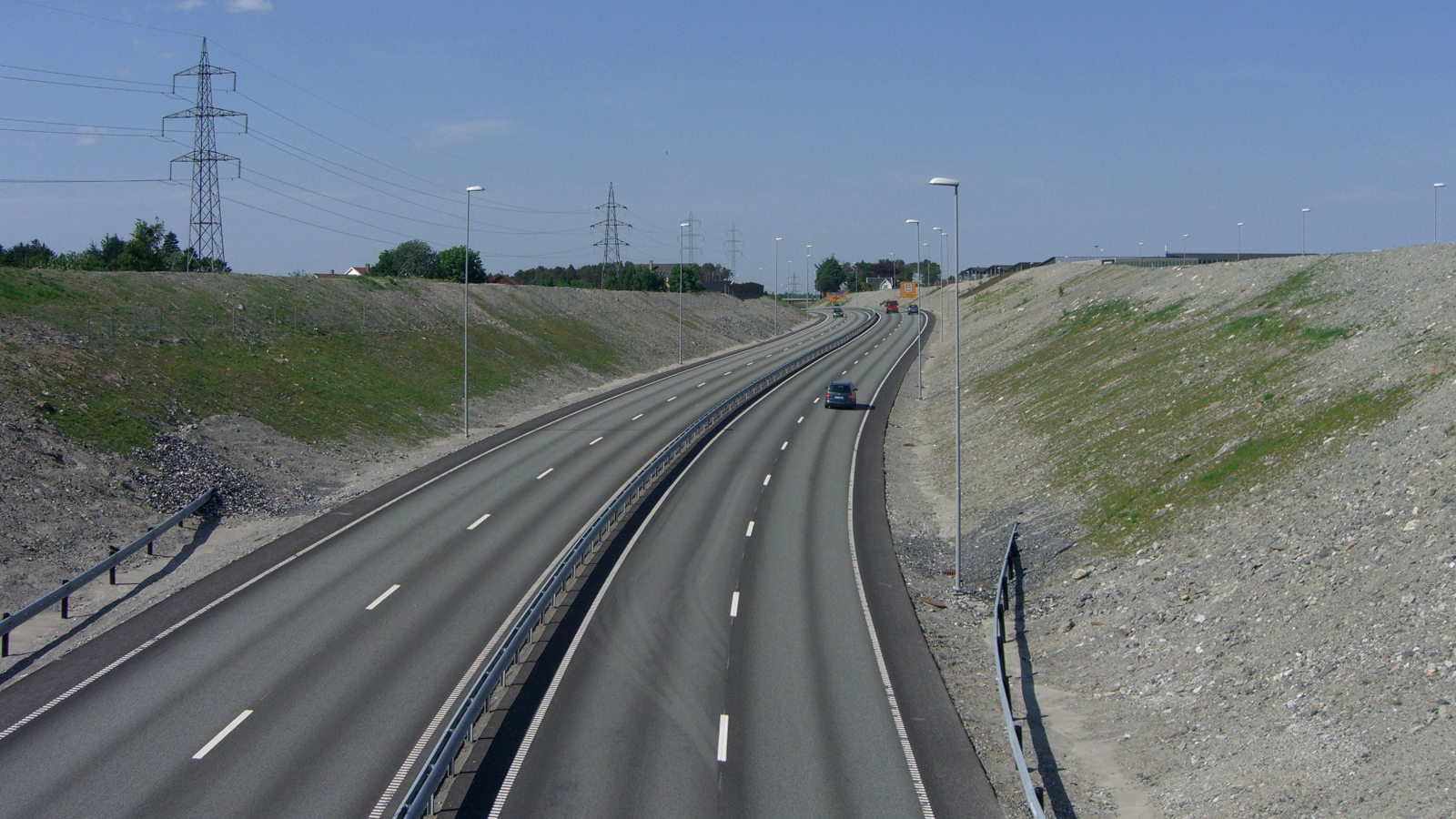
ローガラン県サンドネス市の高速道路
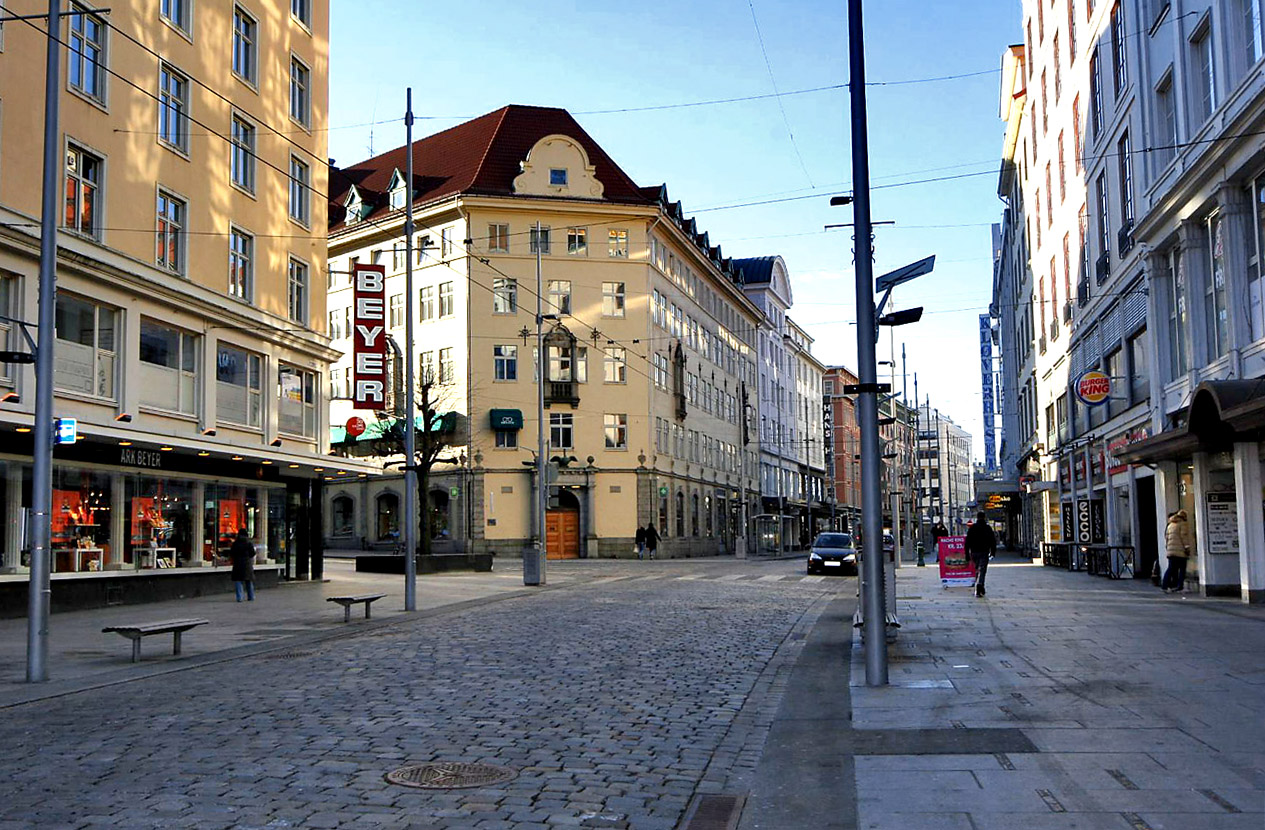
ベルゲンのストランドガテン商店街
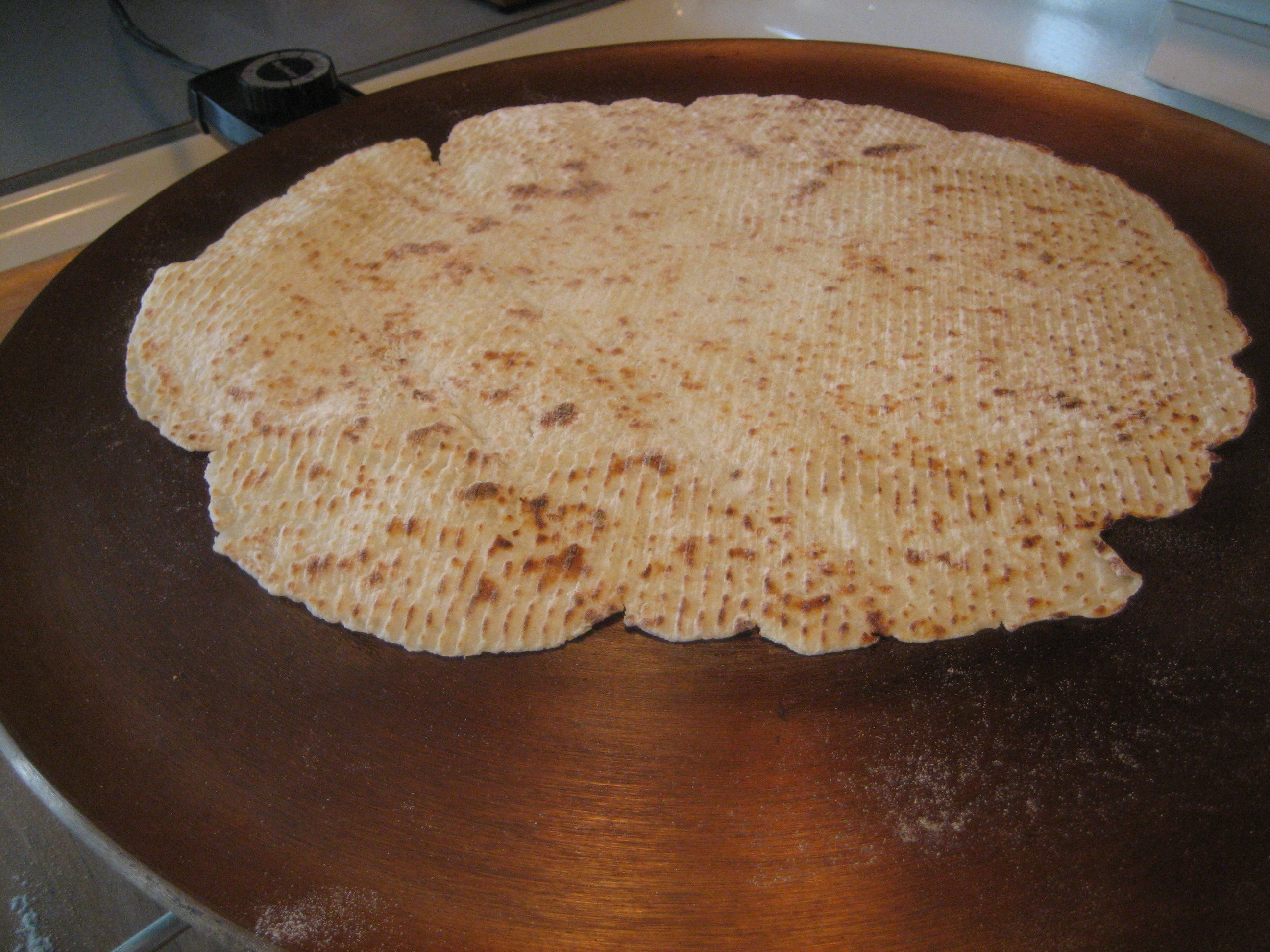
西部地域の伝統的芋入りフラットブレッド、レフセ
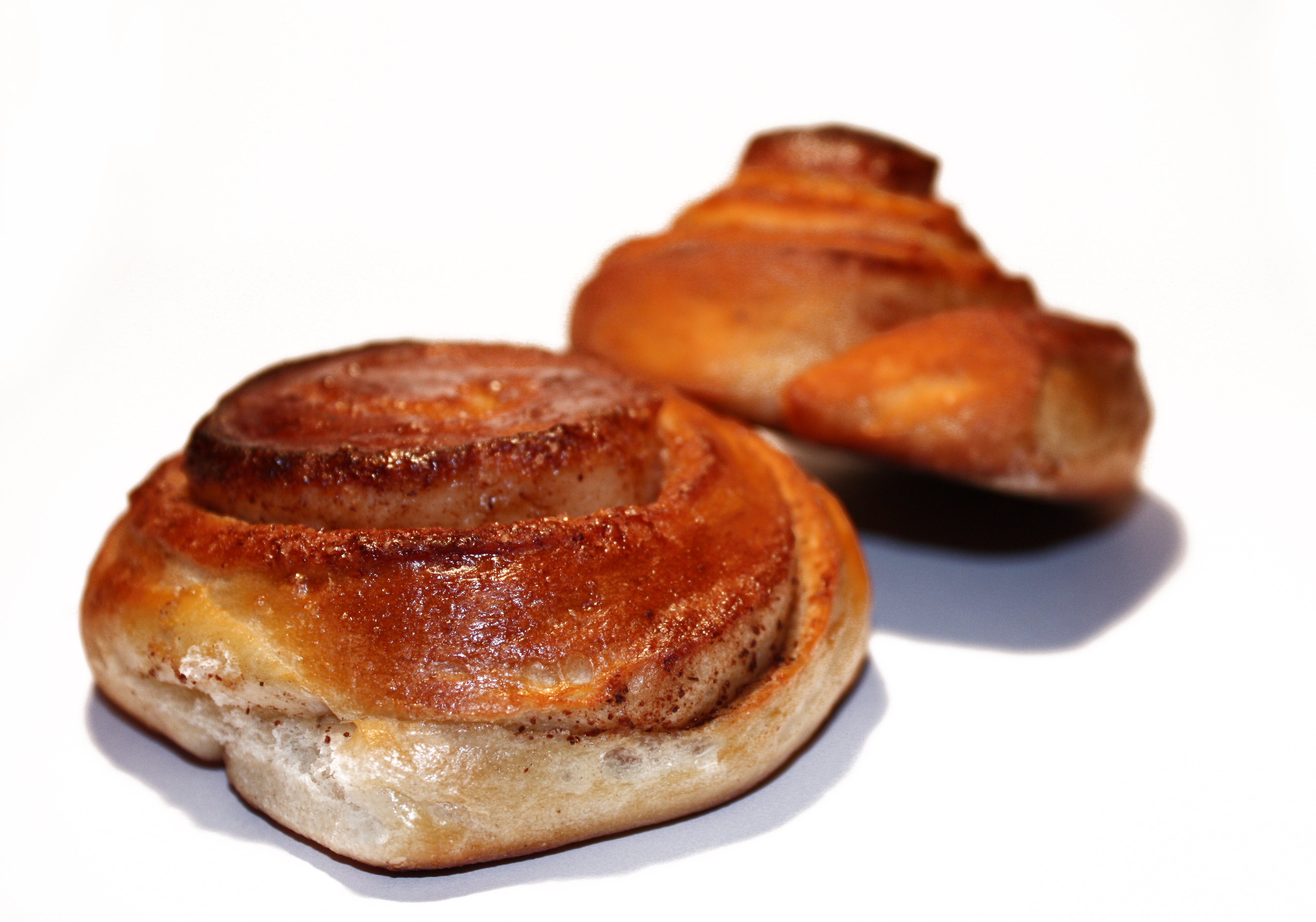
ベルゲンの伝統的シナモンロール
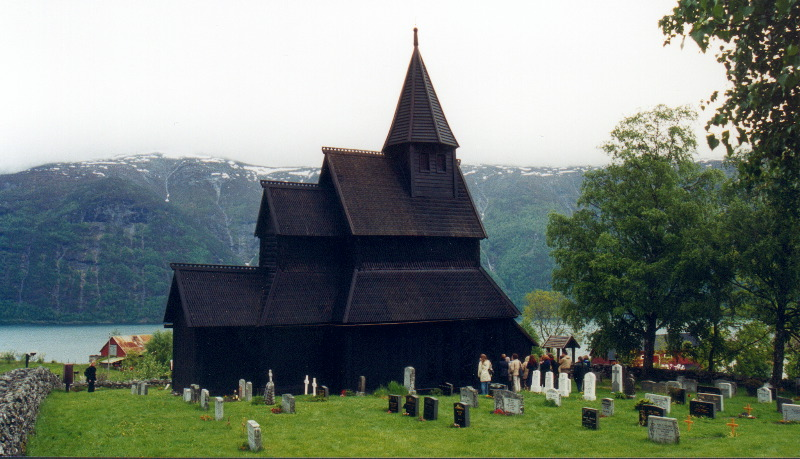
ウルネス・スタヴェ教会（UNESCO世界遺産）
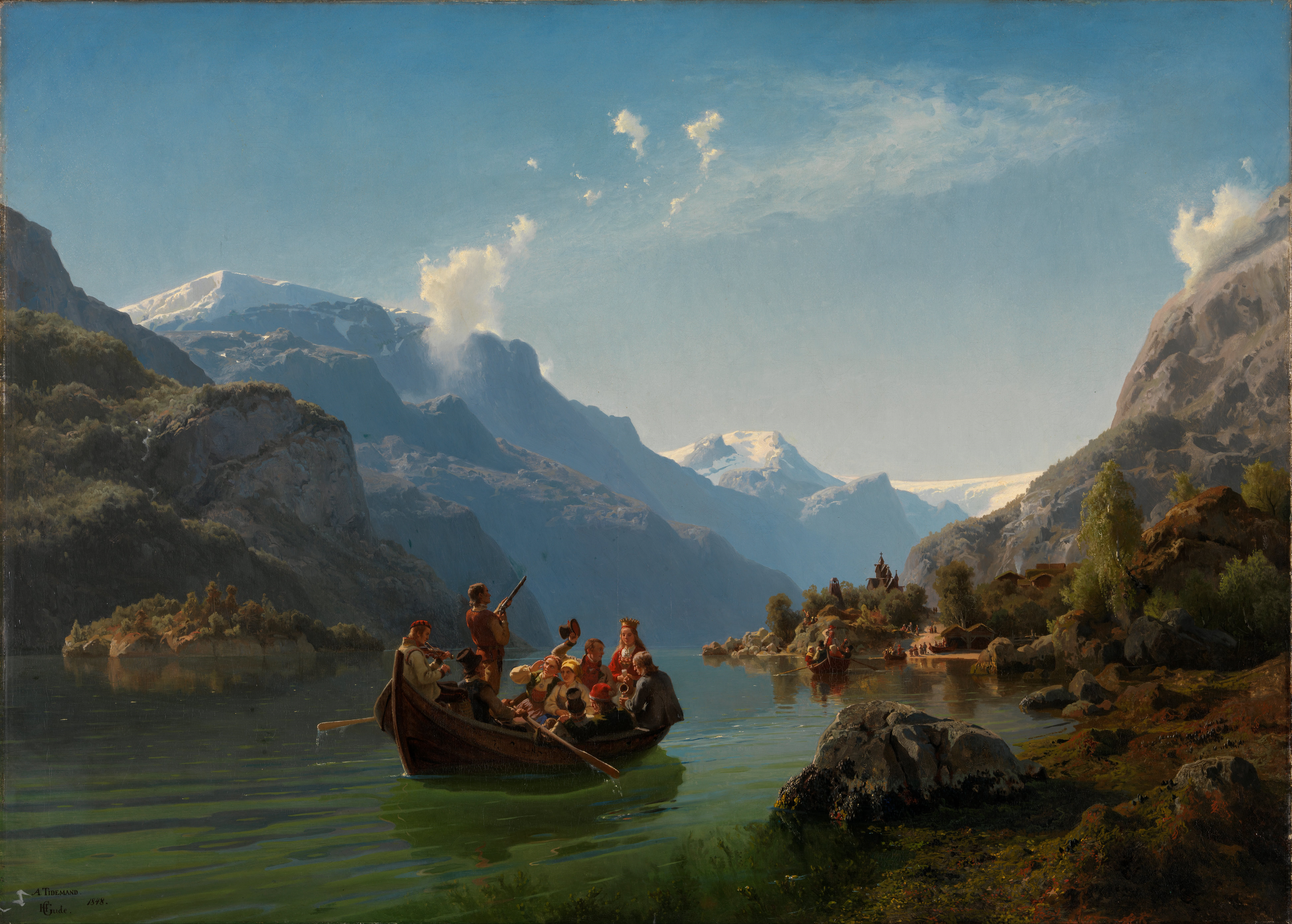
『ハルダンゲルの新婚行列』

## 参考資料
- Helle, Knut Vestlandets historie (Bergen, Norway: Vigmostad & Bjørke, 2006) ISBN 978-82-419-0400-4